# Slavoj Prag
Slavoj Prag war ein tschechischer Fußballklub aus der Hauptstadt Prag. Slavoj hatte unter seinem ursprünglichen Namen Nuselský SK zwischen 1925 und 1927 als Profiklub in der so genannten Asociační Liga gespielt, der damals höchsten Spielklasse der Tschechoslowakei. Im Jahr 2003 fusionierte der FK Slavoj Praha mit dem AFK Podolí Praha zum AFK Slavoj Podolí Praha.

## Geschichte

Nuselský SK 1909

Wie in anderen Prager Vorstädten entstanden auch in Nusle Anfang des 20. Jahrhunderts zahlreiche Fußballvereine. Einer der ersten Klubs war der Nuselský Sportovní kroužek, der informell schon seit 1907 bestand. Zwei Jahre später wurde der Klub offiziell gegründet und am 27. Februar 1912 in Nuselský Sportovní Klub, kurz Nuselský SK umbenannt. In diesem Jahr nahm die Mannschaft erstmals am Charity Cup (Pohár dobročinnosti) teil, dem damals wichtigsten Wettbewerb Böhmens.
Nach dem Ersten Weltkrieg nahm der Nuselský SK 1920 an der Meisterschaft des mittelböhmischen Gaus teil, zunächst in der zweithöchsten Spielklasse, der II. třída. Diese konnte der Klub 1921 gewinnen und stieg damit in die damals höchste Spielklasse auf. Im Jahr 1922 belegte das Team den neunten, 1923 den siebten und 1924 erneut den neunten Rang. Die Meisterschaft 1924, auf 22 Mannschaften aufgebläht, wurde allerdings nie zu Ende gespielt.
Bei der Einführung des Professionalismus im Jahre 1925 entschied sich der Nuselský SK für das Profitum. In der aus zehn Mannschaften bestehenden 1. asociační liga wurden die Blau-Weißen mit zwei Siegen aus neuen Spielen Vorletzter. Einen Abstieg hatte das nicht zur Folge, denn die Liga wurde auf zwölf Teams erweitert. In der Spielzeit 1925/26 erreichte der Nuselský SK mit dem vierten Platz hinter Sparta Prag, Slavia Prag und Viktoria Žižkov das beste Resultat seiner Vereinsgeschichte. Der siebte Platz in der Saison 1927 bedeutete allerdings den Abstieg in die 2. Liga. Dieser gehörte der Nuselský SK bis zur Aufhebung der Trennung von Profis und Amateuren im Jahr 1934 ununterbrochen an.
Auch danach spielte der Nuselský SK in der zweithöchsten Spielklasse der Tschechoslowakei und ab 1939 Böhmen und Mährens. Seit der Saison 1935/36 spielte in der Divize auch der bereits 1903 gegründete Rivale SK Nusle. In der Saison 1942/43 belegte der Nuselský SK den 14. und letzten Rang und stieg in die 1. A třída ab. 
Nach dem Zweiten Weltkrieg konnte der Nuselský SK nie mehr an seine früheren Erfolge anknüpfen. 1953 wurde der Klub im Rahmen der Reorganisation des tschechoslowakischen Sports als in TJ Slavoj Praha PPM umbenannt. PPM stand als Kürzel für die Prager Fleischverarbeitungsindustrie (Pražský průmysl masný). Nach einer weiteren Reorganisation war der Klub eine Fußballabteilung im Gesamtverein TJ Slavoj Praha. In der Saison 1962/63 gelang der Mannschaft für ein Jahr die Rückkehr in die 2. Liga, die aus drei Staffeln mit je 14 Mannschaften bestand. In den Gruppen A und B spielten Teams aus Böhmen und Mähren, in der Gruppe C Mannschaften aus der Slowakei. Aus jeder Gruppe stiegen vier Teams ab. Da jedoch aus der 1. Liga 1963/64 drei Mannschaften abstiegen, musste in der 2. Liga ein weiterer Absteiger gefunden werden. Daher kam es zwischen den beiden zehntplatzierten Jiskra Jablonec und Slavoj Praha zu zwei Entscheidungsspielen, die die Nordböhmen jeweils mit 3:0 für sich entschieden.
Zeitgleich mit diesem Abstieg verlor Slavoj auch seinen bisherigen Fußballplatz, der neuen Wohnungen weichen musste. Von diesem doppelten Negativerlebnis beeinflusst wurde die Mannschaft von der dritten direkt in die vierte Liga durchgereicht. Mit der Einführung der Divize als dritthöchste Spielklasse zur Saison 1965/66 war Slavoj nur noch fünftklassig. Einjährige Gastspiele in der vierthöchsten Spielklasse gab der Klub in den Jahren 1967/68 und 1975/76, danach pendelte die Mannschaft zwischen fünfter und sechster Liga.
Im Jahr 1972 wurde nach neun Jahren, in denen Slavoj keinen eigenen Platz zur Verfügung hatte, ein neuer Fußballplatz in der Straße Vyskočilova eröffnet.
Im Jahr 2003 fusionierte der FK Slavoj Praha mit dem Nachbarverein AFK Podolí Praha zum AFK Slavoj Podolí Praha. Der Verein spielt auf dem Platz in Podolí (Stadion Kavčí Hory) in unmittelbarer Nachbarschaft zum Tschechischen Fernsehen.

## Geschichte AFK Podolí Praha
Der AFK Podolí Praha wurde 1912 als FK Sparta Podolí gegründet, 1920 änderte der Klub seinen Namen in AFK Podolí. In der Saison 1939/40 gelang der Mannschaft der Aufstieg in die damals dritthöchste Spielklasse, die 1. A třída. Nach der Machtübernahme der Kommunistischen Partei im Februar 1948 kam es im Zuge der Reorganisation des tschechoslowakischen Sports zu mehreren Umbenennungen: 1951 in Sokol Podolí, 1957 in Baník Podolí, 1959 in TJ Podolí und 1965 schließlich in TJ Praha Podolí.
Im Jahr 1993 spaltete sich die Fußballabteilung vom Gesamtverein TJ Praha Podolí ab und trat als AFK Podolí Praha an. Im Jahr 1999 gelang dem AFK der Aufstieg in den Pražský přebor, die fünfthöchste Spielklasse. 2003 fusionierte der AFK Podolí Praha mit dem FK Slavoj Praha zum AFK Slavoj Podolí Praha.

## Bekannte ehemalige Spieler
- Petr Kouba, spielte als Jugendlicher für den Verein, später Sparta Prag, Bohemians Prag, Deportivo La Coruña, Vize-Europameister 1996
- Marek Kincl, spielte als Jugendlicher für den Verein, später Sparta Prag, Viktoria Žižkov, Rapid Wien, Zenit St. Petersburg
- Pavel Medynský, unter anderem aktiv für Slavia Prag und Bohemians Prag
- Václav Jíra, spielte als Jugendlicher für den Verein, später Bohemians Prag
- Vladimír Kos, spielte als Jugendlicher für den Verein, später Bohemians Prag, Sparta Prag, Vize-Weltmeister 1962
- Emil Svoboda, fünf Länderspiele zwischen 1955 und 1957, ließ seine Karriere bei Slavoj ausklingen

## Tournee nach Spanien und Portugal 1923
Im Jahr 1923 unternahm die Mannschaft eine fast vierwöchige Tournee nach Spanien und Portugal. Dort traf der Nuselský SK unter anderem auf Espanyol Barcelona, den FC Valencia sowie Benfica Lissabon und Sporting Lissabon.
| Datum     | Ort       | Gegner                    | Ergebnis | Anmerkungen |
| 21. April | Barcelona | Espanyol Barcelona        | 3:4      |             |
| 22. April | Valencia  | FC Valencia               | 4:0      |             |
| 23. April | Valencia  | FC Valencia               | 4:4      |             |
| 25. April | Alcoy     | Racing Alcoy oder Levante | 4:0      |             |
| 29. April | Alicante  | Club Natación Alicante    | 0:3      |             |
| 1. Mai    | Alicante  | Club Natación Alicante    | 4:0      |             |
| 3. Mai    | Valencia  | FC Valencia               | 2:1      |             |
| 5. Mai    | Barcelona | Club Deportivo Jupiter    | 1:1      |             |
| 6. Mai    | Barcelona | Club Deportivo Jupiter    | 1:1      |             |
| 10. Mai   | Lissabon  | Benfica Lissabon          | 5:2      |             |
| 12. Mai   | Lissabon  | Imperio Club Lisboa       | 0:2      |             |
| 13. Mai   | Lissabon  | Belenenses Lissabon       | 2:2      |             |
| 15. Mai   | Lissabon  | Sporting Lissabon         | 3:3      |             |

## Statistik
| Liga                                            | Platz    | Spiele | Siege | Remis | Niederlagen | Tore  | Punkte |
| 1. asociační liga 1925                          | 9. Platz | 9      | 2     | 1     | 6           | 16:30 | 5      |
| Středočeská 1. Liga 1925/26                     | 4. Platz | 22     | 12    | 3     | 7           | 61:49 | 27     |
| Kvalifikační soutěž Středočeské 1. ligy 1925/26 | 7. Platz | 7      | 1     | 2     | 4           | 14:22 | 4      |